# Psitacúlids
Els psitacúlids (Psittaculidae) són una família de l'ordre dels psitaciformes (Psittaciformes)) que habita amplament les zones tropicals d'Àsia i Australàsia.

## Taxonomia
Les diferents espècies d'aquesta família, eren incloses freqüentment a la família dels psitàcids. A partir de 2015, el Congrés Ornitològic Internacional inclou la família dels psitacúlids seguint Joseph et al 2012, si bé no fa el mateix amb la família dels psitricàsids (Psittrichasidae), proposta per aquests autors.
La família queda, segons la classificació de l'IOC versió 13.2, 2023, dividida en 54 gèneres amb 203 espècies, 13 d'elles extintes en època històrica.
Les subfamílies i tribus corresponen a la proposta de Joseph et al 2012.
- Subfamília dels psitricasins (Psittrichasinae), amb un gènere (Psittrichas) i una espècie: lloro de Pesquet (Psittrichas fulgidus).
- Subfamília dels coracopseins (Coracopseinae), amb dos gèneres i 5 espècies.
- Subfamília dels psitaculins (Psittaculinae), amb 10 gèneres i 55 espècies.
- Subfamília dels psitacel·lins (Psittacellinae) amb un gènere (Psittacella) i 4 espècies.
- Subfamília dels platicercins (Platycercinae), amb 13 gèneres i 43 espècies.
- Subfamília dels lorins (Loriinae), amb 22 espècies i 69 espècies.
- Subfamília dels agapornitins (Agapornithinae), amb 5 gèneres i 27 espècies.

Segons la proposta de Joseph et al 2012, les dues primeres subfamílies pertanyen a la família dels psitricàsids (Psittrichasidae).